# Gäddtjärnen (Ytterlännäs socken, Ångermanland, 698462-159305)
Gäddtjärnen är en sjö i Kramfors kommun i Ångermanland och ingår i Ångermanälven-Gådeåns kustområde.